# تعدد ثقافي

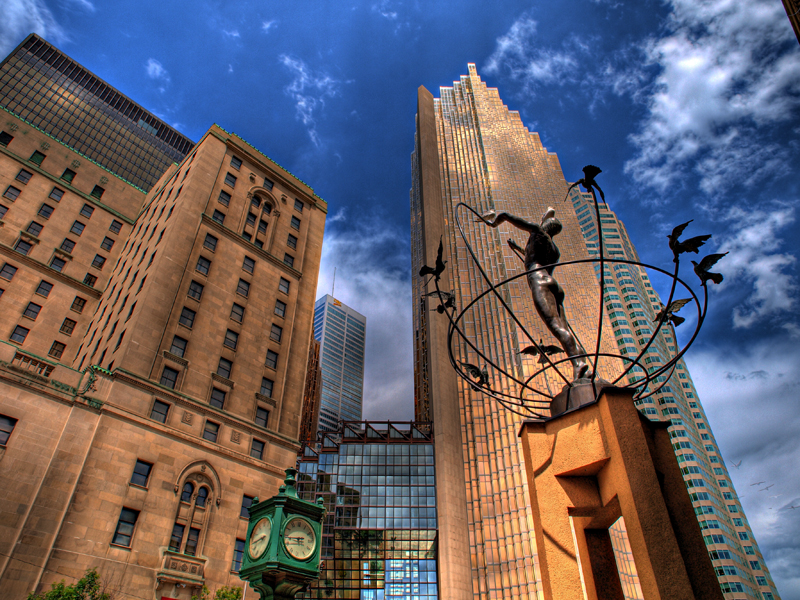
"معلمة التعددية الثقافية" في تورونتو بكندا. توجد أربع معلمات متطابقة في كل من مدينة بوفالو بجنوب أفريقيا؛ وفي تشانغتشون بالصين؛ وفي سراييفو بالبوسنة؛ وفي سيدني بأستراليا.

التعدد الثقافي أو التعددية الثقافية (بالإنجليزية: Multiculturalism)‏ عبارة عن وجود ثقافات مختلفة في العالم أو في مجتمع أو مؤسسة معينة.
والتنوع الثقافي كمجموعة من الثقافات المتنوعة أو المختلفة هو نقيض الأحادية الثقافية. عبارة التنوع الثقافي يمكن أن تشير أيضا إلى وجود ثقافات مختلفة تتبادل الاحترام فيما بينها. تستخدم في بعض الأحيان عبارة «التعددية الثقافية» للدلالة على تنوع المجتمعات البشرية أو الثقافات في منطقة معينة نتيجة العولمة، كما من الممكن أيضا أن يكون للعولمة أثر سلبي على التنوع الثقافي في العالم.
وينشأ تعدد الثقافات في ظل الوجود أو القبول، أو تعزيز التقاليد الثقافية المتعددة ضمن نطاق واحد، وتعتبر عادة نتاج الثقافة المرتبطة بالجماعات العرقية. كما يمكن أن يحدث هذا التعدد الثقافي عندما يتم إنشاء سلطة قضائية أو توسيعها لتضم المناطق المدمجة بثقافتين أو أكثر مثل ما هو موجود في كندا (كندا الفرنسية وكندا الإنجليزية) أو عن طريق الهجرة من بلدان مختلفة من جميع أنحاء العالم (كما هو الحال في كندا، الولايات المتحدة الأمريكية، المملكة المتحدة، والعديد من الدول الأخرى).
كما يمكن تعريف التعددية الثقافية بأنه الطريقة التي يتعامل بها مجتمع معين مع التنوع الثقافي. واستنادًا إلى الافتراض الأساسي القائل بأن أعضاء ثقافات مختلفة جدًا يمكن أن يتعايشوا بسلام في كثير من الأحيان، فإن التعددية الثقافية تُعبّر عن وجهة نظر مفادها أن المجتمع يُثرى من خلال الحفاظ على التنوع الثقافي واحترامه وحتى تشجيعه.  في مجال الفلسفة السياسية، تشير التعددية الثقافية إلى الطرق التي تختار بها المجتمعات صياغة وتنفيذ سياسات رسمية تتبنى المعاملة العادلة للثقافات المختلفة.
والتعددية الثقافية بمنظور علم الاجتماع عبارة عن إطار للتفاعل تتبنى فيه المجموعات البشرية التسامح مع الآخرين وتحترم التعايش المثمر والتفاعل بدون صراع وبدون انصهار. وتعد التعددية من أهم ملامح المجتمعات الحديثة، وربما تعد مفتاحاً لتقدم العلم والمجتمع والتنمية الاقتصادية. حيث أن السلطة واتخاذ القرار في مجتمع أحادي الثقافة والمجتمع الديني تكون محصورة بيد قلة من الناس، وتكون ثمار المُلكية فيها محتكرة من طرف الأفراد الذين يمثلون الثقافة الأكثر انتشاراً. أما التعددية الثقافية فتضمن المشاركة الواسعة والشعور القوي بالانتماء عند جميع أعضاء المجتمع وتؤدي بالتالي إلى نتائج أفضل. تكون التعددية الثقافية مهمة في مجالات متعدددة مثل الشركات، الجمعيات السياسية أو الاقتصادية والمجتمع العلمي.
وفي المجال العلمي يمكن القول بأن الطبيعة التعددية للعمل العلمي يكون عاملاً رئيسيا في التقدم السريع للمعرفة، ونتيجة لذلك يصبح التقدم العلمي سببا لسعادة الإنسان، ويرجع هذا بدوره إلى الزيادة الإنتاجية والتنمية الاقتصادية والتقدم التكنولوجي الطبي.

## نظرة عامة
العديد من المجتمعات التي ظهرت في العالم تختلف ثقافاتهم اختلافاَ تاماَ، وكثير من هذه الاختلافات ما زالت قائمة حتى يومنا هذا. كذلك الاختلافات الثقافية مثل اللغة واللباس والتقاليد، وهناك أيضاً الكثير من الاختلافات في المجتمعات في طريقة تنظيم أنفسهم، في تصورهم المشترك للأخلاق، وفي طرق تفاعلها مع البيئة. ويمكن رؤية التنوع الثقافي مشابه للتنوع البيولوجي.

## المعارضة والدعم
قياساَ على التنوع البيولوجي، والذي يعتقد أنه من الضروريات لبقاء الحياة على الأرض على المدى الطويل، نستطيع القول بأن التنوع الثقافي قد يكون أمرا حيويا للبقاء على المدى الطويل للبشرية؛ وأن الحفاظ على ثقافات الشعوب الأصلية قد تكون هامة للبشرية كالمحافظة على الأنواع والنظم الإيكولوجية للحياة بشكل عام.
كماتختلف الأيديولوجيات والسياسات لهذه الثقافات المتعددة اختلاف واسع، تتراوح مابين الدعوة إلى احترام متساوي لجميع الثقافات المختلفة في المجتمع، وإلى سياسة التشجيع للحفاظ على التنوع الثقافي، بحيث تصل إلى السياسات والسلطات التي تخاطب الناس ذوي الجماعات العرقية والدينية المختلفة كما هو محدد من قبل المجموعة التي ينتمون إليها.
المؤتمر العام لليونسكو تولى هذا المنصب في عام 2001، مؤكدا في المادة 1 من «الإعلان العالمي بشأن» التنوع الثقافي«الذي يعتبر ضروري للجنس البشري كما هو الحال في التنوع البيولوجي للطبيعة» [2] .
تم رفض هذا الموقف من بعض الناس، لأسباب عدة. أولاً، مثل الحسابات التطورية الأكثر من الطبيعة البشرية، قد تكون أهمية التنوع الثقافي للبقاء على قيد الحياة فرضية يمكن اختبارها من قبل الأمم المتحدة، التي لا يمكن إثباتها أو دحضها. وثانيا، يمكن القول بأنه غير أخلاقي عمدا للحفاظ على المجتمعات «أقل البلدان نمواً»، ونظرا لأن هذا سوف يحرم الناس داخل تلك المجتمعات من الفوائد التكنولوجية والطبية التي تقدم ويتمتع بها الاغلب في المجتمعات المتقدمة.
بنفس الطريقة فإن تعزيز الفقر في الدول المتخلفة باعتبارها «التنوع الثقافي» غير أخلاقي، انه غير أخلاقي على نحو مماثل لتشجيع جميع الممارسات الدينية ببساطة لأنه ينظر إليها على أنها تسهم في التنوع الثقافي. والممارسات الدينية المعينة التي تعترف بها منظمة الصحة العالمية والأمم المتحدة كغير أخلاقية، بما في ذلك تشويه الأعضاء التناسلية للإناث (ختان الإناث)، وتعدد الزوجات، تزويج الأطفال، والتضحية البشرية. [3]
مع ظهور العولمة، وضعت الدول القومية التقليدية تحت ضغوط هائلة. واليوم، مع تطور التكنولوجيا، وتطور المعلومات وزيادة رأس المال، تم إعادة تشكيل العلاقات بين السوق والدول والمواطنين. على وجه الخصوص، أثر نمو صناعة وسائط الإعلام إلى حد كبير على الأفراد والمجتمعات عبر العالم. على الرغم من فائدته في بعض النواحي، إلا انه يزيد إمكانية الوصول والقدرة لدى البعض مما يؤثر سلبا على الفرد ومجتمع. مع انتشار المعلومات التي يجري توزيعها بسهولة في جميع أنحاء العالم، فإن المعاني الثقافية والقيم والأذواق تخاطر بأن تصبح متجانسة. ونتيجة لذلك، قد تبدأ قوة هوية الأفراد والمجتمعات بالضعف. [4] [5]
بعض الأفراد، ولا سيما اولئك مع المعتقدات الدينية القوية، يظنون ان المحافظة على مصلحة الأفراد والبشرية ككل واجب جميع الناس وان يلتزم الجميع بنموذج محدد للمجتمع أو جوانب محددة من هذا النموذج.
في الوقت الحاضر، مع كثرة الاتصالات بين مختلف البلدان فإن الأمر يصبح أكثر توترا. أيضا اختيار المزيد والمزيد من الطلبة للدراسة في الخارج لمواجهة التنوع الثقافي. الهدف منها هو توسيع آفاقهم وتطوير أنفسهم من التعلم في الخارج. على سبيل المثال، وفقا لفنجل، تشن، يانجون دو، والورقة البحثية ليو ما «الحرية الأكاديمية في الجمهورية الشعبية للصين والولايات المتحدة الأمريكية.»، أشاروا إلى أن التعليم الصيني يزيد من التركيز على الطريقة التقليدية في التدريس، وكان التعلم بقدر كبير عن ظهر قلب. نظام التعليم التقليدي في الصين قد سعى إلى جعل الطلاب يمنحون قبول ثابت ومتحجر المحتوى. وقال «في الفصول الدراسية، أساتذة الجامعات الصينيين يركزون على القوانين والسلطات؛ الطلاب في الصين يظهرون احتراما كبيرا للمعلمين بشكل عام».
من ناحية أخرى وفي مجال التعليم في الولايات المتحدة الأمريكية «الطلاب الأمريكيين يريدون حلاَ من أساتذة الكلية على تقديم المساواة.» أيضا «في أمريكا يتم تشجيع الطلاب على مواضيع النقاش. مناقشة مفتوحة مجاناً على مختلف المواضيع وترجع الحرية الأكاديمية التي توجد في الكليات الأمريكية الأكثر استماعاَ بالجامعات». المناقشة أعلاه يعطينا فكرة عامة حول الاختلافات بين الصين والولايات المتحدة على التعليم. ولكن لا يمكن أن نحكم ببساطة بواحد يعتبر هو الأفضل، لأن كل ثقافة لها مزايا وميزات. . وبفضل تلك الفروق تشكل تنوع الثقافة التي تجعل عالمنا أكثر تنوعاَ. للطلاب الذين يذهبون إلى الخارج للتعليم، فانه من الممكن أن يجمعون بين عناصر الثقافة الإيجابية من ثقافات مختلفة ويستفيدون لاحقاَ منها. خاصة، مع الازمة الحالية للاقتصاد العالمي، يقف الناس الذين يمتلكون وجهات نظر مختلفة في الثقافات في موقف أكثر قدرة على المنافسة في العالم الحالي. [6]

## التقييس
التنوع الثقافي صعب للقياس الكمي، لكنه يعتقد أن كمية اللغات المحكية في منطقة أو في العالم ككل تدل على التنوع الثقافي. البحوث التي أجريت في التسعينات لديفيد كريستيل (أستاذ اللغويات الفخري في جامعة ويلز، بانغور) اقترح أن لغة واحدة في ذلك الوقت، في المتوسط، كان وقوعاَ في الإهمال مرة كل أسبوعين. أنه يحسب أنه إذا استمر معدل موت اللغة، ثم بحلول عام 2100 أكثر من 90% اللغات المحكية حاليا في العالم تصبح منقرضة. [7]
الاكتظاظ السكاني، والهجرة والإمبريالية (من النوع العسكري والثقافي على حد سواء) هي الأسباب التي اقترحت لتفسير سبب هذا الانخفاض. ومع ذلك، يمكن القول أنه مع ظهور العولمة، فإن انخفاض التنوع الثقافي أمر لا مفر منه لأنه سيفرض تقاسم المعلومات.

## التراث الثقافي
الإعلان العالمي بشأن "التنوع الثقافي الذي اعتمدته اليونسكو في عام 2001 هو صك قانوني يعترف بالتنوع الثقافي باعتباره "تراثا مشتركاً للإنسانية" وأن يكون واجبا ملموسة وأخلاقي لا ينفصل عن احترام كرامة الإنسان. بعد إعلان المبادئ الذي اعتمد في عام 2003 في "مرحلة جنيف" لمؤتمر "القمة العالمي" المعني بمجتمع المعلومات، "اتفاقية اليونسكو" من شأن حماية وتعزيز تنوع أشكال التعبير الثقافي، التي اعتمدت في تشرين الأول/أكتوبر 2005، كما يعتبر ملزم بقانون الصك .
-الطابع المميز للسلع الثقافية والخدمات والأنشطة كمركبات هوية ذات القيم والمعنى؛
-أن السلع الثقافية، والأنشطة والخدمات لها قيمة اقتصادية هامة، فهي ليست مجرد سلع أو سلع استهلاكية التي يمكن اعتبارها كائنات التجارة فقط. [8]
واعتمد في الاستجابة إلى «الضغوط المتزايدة التي تمارس على البلدان أن تتنازل عن حقها في فرض السياسات الثقافية ووضع جميع جوانب القطاع الثقافي في الجدول عند التفاوض بشأن اتفاقات التجارة الدولية». [9] حتى الآن 116 دولة عضوا، فضلا عن الاتحاد الأوروبي صدقت الاتفاقية، باستثناء الولايات المتحدة وأستراليا وإسرائيل. [10] وبدلاً من ذلك تم الاعتراف بخصوصية السلع الثقافية والخدمات، فضلا عن سيادة الدولة والخدمات العامة في هذا المجال. أصبح هذا الصك قانون غير ملزم (القوة غير ملزمة) وتم وضع إشارة حاسمة إلى وقت تحديد خيار السياسة الأوروبية.
في عام 2009، شيدت محكمة العدل الأوروبية نظرة واسعة للثقافة، من خلال حماية هدف تعزيز التنوع اللغوي المعترف به سابقا. بموجب هذه الاتفاقية، تعهد الاتحاد الأوروبي والصين لتعزيز التبادلات الثقافية بشكل أكثر توازنا، وتعزيز التعاون والتضامن الدوليين مع توفير فرص العمل والتجارة في الصناعات الثقافية والإبداعية. العامل الأكثر تحفيز وراء رغبة بكين للعمل في شراكة على مستوى الأعمال قد يكون من المؤكد أن الوصول إلى المواهب الإبداعية والمهارات من الأسواق الخارجية.
وهناك أيضا اتفاقية صون التراثي الثقافي غير المادي تم الموافقة عليها عليها في 20 يونيو 2007 من قبل 78 دولة والذي قال:
يتم إنشاء التراث الثقافي غير المادي المتوارث من جيل إلى جيل باستمراره من قبل الجماعات والمجموعات في الاستجابة لبيئتهم، وتفاعله مع الطبيعة وتاريخها، ويعطيهم الإحساس بالهوية والاستمرارية، وبالتالي تعزيز احترام التنوع الثقافي والقدرة الإبداعية البشرية .
تمت ترقيته التنوع الثقافي أيضا من خلال إعلان مونتريال عام 2007، والاتحاد الأوروبي. حيث انه بحاجة لمصدر فكرة التراث متعدد الثقافات العالمي والذي يغطي العديد من الأفكار، التي لا يستبعد ان تكون نظريه تعددية ثقافية . بالإضافة إلى اللغة، ويمكن أن تشمل أيضا تنوع الممارسة الدينية أو التقليدية.
على النطاق المحلي، جدول أعمال القرن 21 للثقافة، يتضمن أول وثيقة من نطاق العالم بأن يضع أسس التزام المدن والحكومات المحلية في التنمية الثقافية، ويدعم السلطات المحلية ملتزمة بالتنوع الثقافي.
المحيط نموذج واحد للحضارة البشرية:
يقول الفيلسوف نايف الروضان أن المفاهيم السابقة من الحضارات، مثل حجج صموئيل هنتنغتون دعم فكرة «صراع الحضارات»، والان يساء فهمها. الحضارة الإنسانية لا ينبغي أن يعتقد أنها تتكون من العديد من الحضارات منفصلة ومتنافسة، بل يجب أن تكون من حيث الفكر بشكل جماعي حضارة إنسانية واحدة فقط. داخل هذه الحضارة العديد من المجالات الجغرافية الثقافية التي تشكل الثقافات الفرعية. ويعرض هذا المفهوم التاريخ البشري قصة مماثله يتم فيها تشجيع فلسفة التاريخ التي تشمل فترة كاملة من وقت الإنسان بدلا من التفكير في الحضارة من حيث فترات زمنية واحدة. [11] آل الروضان يتصور الحضارة الإنسانية باعتبارها المحيط إلى المجالات الجغرافية الثقافية المختلفة كتدفق الأنهار. ووفقا له، فإن المجالات الجغرافية الثقافية لأول مرة تدخل محيط الحضارة الإنسانية، فمن المرجح أن يكون التركيز أو هيمنة تلك الثقافة هي الاقوى. ومع ذلك، مع مرور الوقت، كل أنهار المجالات الجغرافية الثقافية أصبحت مرجعاَ واحد . ولذلك، فإنه مزيج متساو من جميع الثقافات الموجودة في وسط المحيط، على الرغم من أن هذا المزيج يمكن مرجحته نحو الثقافة السائدة اليوم. تحتفظ شركة الروضان أن هناك سيولة في وسط المحيط وسوف تتاح الفرصة للاقتراض بين الثقافات، وخصوصا في المجال الذي ثقافته «النهر» في القرب الجغرافي لمن هو اقرب . ومع ذلك، آل الروضان يحذر من أن القرب الجغرافي يمكن أن يؤدي أيضا إلى الاحتكاك والصراع.
تحتفظ شركة الروضان التي من شأنها أن تحدث انتصار حضاري مستدام عندما تكون جميع مكونات المجالات الجغرافية الثقافية مزدهره، حتى لو كانت تزدهر في درجات مختلفة. ينبغي في الواقع أن تعتبر الحضارة الإنسانية محيط، حيث تضيف المجالات الجغرافية الثقافية مختلفة عمق كلما توافرت الظروف لأكثر الأشكال المتقدمة من مشروع إنساني لتزدهر. وهذا يعني أنه من الضروري التركيز على الممارسات الحدوديه ووضع العلامات وحالات محددة. وعلاوة على ذلك، الانتصار الحضاري يتطلب قدرا من المساواة الاجتماعية والاقتصادية فضلا عن المؤسسات المتعددة الأطراف التي تقوم على قواعد وممارسات ينظر إليها على أنها عادلة. وأخيرا، يلاحظ آل الروضان أنه يطالب الظروف التي جعلت الابتكار والتعلم لا تزدهر. ويقول إن هناك حاجة إلى التركيز على توسيع حدود الهويات الجغرافية الثقافية وعلى تشجيع قبول أكبر من هويات متداخلة.

## الثقافة الفيجورية
«فيجور الثقافية» هو المفهوم المقترح من قبل الفيلسوف نايف الروضان. فهو يعرف قوة الثقافة ومرونة الثقافة والقوة الذي تنتج من التبادلات بين مختلف الثقافات والثقافات الفرعية في جميع أنحاء العالم. في نظريته العامة من الطبيعة البشرية، التي وصفها بأنها «أنانية غير أخلاقية عاطفية». [12] ويقول آل الروضان أن جميع البشر هم دوافع وغيرها من الغطرسة والظلم والاستثناء والإقصاء. ووفقا له، فإن هذه العوامل المحفزة معينة لا أساس لها، مضللة، وتعيق إمكانيات البشر للتقدم والازدهار. من أجل مكافحة هذه النزعات، يقول آل الروضان أن قوة الثقافية والتنوع العرقي والثقافي يجب العمل بنشاط من قبل الحكومات والمجتمعات المدنيه. [13] وفي نهاية المطاف، يحافظ آل الروضان على أن القوة الثقافية ستضمن مستقبل البشرية، وسوف تحسن قدرة البشر على الحياة والنماء.

## الدفاع
الدفاع عن التنوع الثقافي يمكن أن يستغرق عدة معان:
توازن الافكار المراد تحقيقها : تكون فكرة الدفاع عن التنوع الثقافي من خلال تعزيز الإجراءات لصالح «الأقليات المحرومة الثقافية». الحفاظ على «الأقليات الثقافية» التي يعتقد أنها معرضة للخطر.
في حالات أخرى، واحد يتحدث عن «الحماية الثقافية»، والذي يشير إلى مفهوم «الاستثناء الثقافي». وهذا ما يجعل العلاقة بين الرؤية الاجتماعية للثقافة هي رؤية كامنة في تسويقها. والاستثناء الثقافي يسلط الضوء على خصوصية المنتجات والخدمات الثقافية . في هذا السياق، فإن الهدف هو الدفاع ضد ما ينظر اليه على انه «تسليع» - تعتبر ضارة للثقافة «المحرومة» - ايضاَ دعم التنمية من خلال المنح وعمليات الترويج، الخ، التي تعرف أيضا باسم «الحمائية الثقافية».
هذا الدفاع قد يشير أيضا إلى دمج أحكام «الحقوق الثقافية»، التي أجريت دون جدوى في 1990s في وقت مبكر في أوروبا، إلى طبقة من حقوق الإنسان.
ويعرف التنوع الثقافي بوصفه نقيض التوحيد الثقافي.
تعزّزالتعددية الثقافية الحفاظ على التميز الذي يحصل بين الثقافات المتنوعة والذي غالبا ما يختلف مع سياسات الاستيطان الأخرى مثل الاندماج الاجتماعي والاستيعاب الثقافي والفصل العنصري.
بعض (بما فيها اليونسكو) تخشى هذه الفرضية من الاتجاه نحو التجانس الثقافي. لدعم هذه الحجة تم التأكيد على جوانب مختلفة:
اختفاء العديد من اللغات واللهجات، فيما يتعلق على سبيل المثال لغات فرنسا، دون الوضع القانوني أو الحماية (الباسك، بريتون، الكورسيكية، الأوكيتانية، الكاتالانية، الألزاسي، الفلمنكية، بواتو، سينتوكو، وما إلى ذلك).
القلق من الناس على الحفاظ على تقاليدهم كما هو الحال في نيوزيلندا، والمناطق الساحلية في أستراليا وأمريكا الشمالية وأمريكا الوسطى؛
زيادة التفوق الثقافي للولايات المتحدة من خلال توزيع منتجاتها في السينما والتلفزيون والموسيقى والملابس والمنتجات الغذائية والترويج لها في وسائل الإعلام السمعية والبصرية، والمنتجات الاستهلاكية موحدة على وجه الأرض تقريبا (البيتزا والمطاعم، والوجبات السريعة، الخ ..).
هناك العديد من المنظمات الدولية التي تعمل على حماية المجتمعات والثقافات المهددة، بما في ذلك منظمة البقاء الدولية واليونسكو. يمثل إعلان اليونسكو العالمي بشأن التنوع الثقافي، من خلال 185 الدول الأعضاء اعتمدت في عام 2001 أول صك وضع المعايير الدولية التي تهدف إلى الحفاظ على تعزيز التنوع الثقافي والحوار بين الثقافات. [2] في الواقع، وقد ردد مفهوم «التنوع الثقافي» من قبل منظمات أكثر حيادا، لا سيما داخل اليونسكو. ما وراء إعلان المبادئ المعتمد في عام 2003 في مرحلة جنيف من القمة العالمية لمجتمع المعلومات (WSIS)، اعتمدت اتفاقية اليونسكو بشأن حماية وتعزيز تنوع أشكال التعبير الثقافي في 20 أكتوبر 2005، ولكن لم تصدق من قبل الولايات المتحدة واستراليا ولا من قبل إسرائيل. فمن خلال ذلك يعتبر اعتراف واضح لخصوصية السلع والخدمات الثقافية، فضلا عن سيادة الدولة والخدمات العامة في هذا المجال. فكره للتجارة العالمية، وهذا صك قانوني (القوة غير ملزمه) أصبح من الواضح أنه إشارة حاسمة في تحديد الخيار السياسي الأوروبي. في عام 2009، تشيد محكمة العدل الأوروبية نظرة واسعة للثقافة - وراء القيم الثقافية - من خلال حماية هدف تعزيز التنوع اللغوي المعترف بها سابقا. بموجب هذه الاتفاقية، تعهد الاتحاد الأوروبي والصين لتعزيز التبادلات الثقافية أكثر توازنا، وتعزيز التعاون والتضامن الدوليين مع فرص الأعمال والتجارة في الصناعات الثقافية والإبداعية. [14]
طورت السياسات والاستراتيجيات الحكومية المختلفة استراتيجيتين مختلفتين وعلى ما يبدو انهماغير متناسقتين أيضا.بحيث تركز الاستراتيجيه الأولى على التفاعل والتواصل بين الثقافات المختلفة، وهذا ما يعرف باسم التفاعل الثقافي. بينما تركز الأخرى على التنوع والتفرد الثقافي الذي يمكن أن يؤدي في بعض الأحيان إلى التنافس بين الثقافات.
تحمي العزلة الثقافية تفرد الثقافة المحلية لدولة أو منطقة معينة كما تساهم أيضا في التنوع الثقافي العالمي.كما تتجنب العديد من السياسات التي تتبع المنهجية الثانية تقديم أي قيم عرقية اودينية أو ثقافية في المجتمع على انها قيم رئيسية وهذا يعتبر جانب مشترك للعديد من السياسات.

## في بلدان مختلفة
تركز التعددية الثقافية على فكرة الفلسفة السياسية التي تدور حول طريقة الاستجابة للاختلافات الثقافية والدينية.حيث أنها ترتبط ارتباطا وثيقا مع «سياسة الهوية»، و«سياسة الاختلاف»، و«سياسة الاعتراف». كما أن للتعددية أهمية في المصالح الاقتصادية والسلطة السياسية (موسوعة ستانفورد للفلسفة)على الرغم من حقيقة أن التعددية الثقافية تستخدم كمصطلح رئيسي لتحديد الفئات المتضررة، التي تشمل الأمريكيين من أصل أفريقي، المثليون والمثليات جنسياً، والمعوقين.
ويمكن أن يشيرمصطلح التنوع الثقافي في بعض البلدان إلى الحقائق السكانية (الديمغرافية) أوإلى مجموعة معينة من الأفكار الفلسفية، أوتشيرإلى توجه معين من قبل الحكومة أو المؤسسات تجاه مجموعة متنوعة من السكان.
وغالبا ما يستخدم مصطلح التعددية الثقافية أو التنوع الثقافي للإشارة إلى الدول القومية الغربية، التي حققت هوية وطنية حقيقية واحدة خلال القرن الثامن عشر والتاسع عشر. حيث كانت التعددية الثقافية سياسة رسمية في العديد من الدول الغربية منذ العام 1970، وذلك لأسباب تختلف من بلد إلى آخر بما في ذلك أن العديد من المدن الكبرى في العالم الغربي قامت بصنع فسيفساء من الثقافات على نحو متزايد. توصف الحكومة الكندية كثيراً باعتبارها المحرض على أيديولوجية تعدد الثقافات بسبب تركيزها العلني على الأهمية الاجتماعية للهجرة. وغالبا ما يشار إلى الهيئة الملكية الكندية فيما يتعلق بازدواجية اللغة والثقافة بأنها منشأ الوعي السياسي الحديث في التنوع الثقافي.
بدأت التعددية الثقافية في البلدان الناطقة باللغة الإنجليزية في الغرب، كسياسة وطنية رسمية في كندا في عام 1971، تليها أستراليا في عام 1973 حيث تم الحفاظ عليه إلى اليوم. كما اعتمدت بسرعة كسياسة رسمية في معظم أعضاء دول الاتحاد الأوروبي. في الآونة الأخيرة،
ألغت العديد من الدول في مراكزها الحكومية السياسة الوطنية وعادت إلى ثقافتها الرسمية. وهو موضوع النقاش في المملكة المتحدة، من بين أمور أخرى، بسبب الأدلة المتوافرة على بداية التمييز العنصري والقلق بشأن الإرهاب الداخلي. وقد أعرب عدد من رؤساء الدول عن الشكوك حول نجاح سياسة تعدد الثقافات: رئيس وزراء المملكة المتحدة ديفيد كاميرون والمستشارة الألمانية أنجيلا ميركل ورئيس وزراء أستراليا السابق جون هوارد ورئيس وزراء أسبانيا السابق خوسيه ماريا أثنار والرئيس الفرنسي السابق نيكولا ساركوزي الذي قد أعرب عن المخاوف بشأن فعالية سياساتها متعددة الثقافات لدمج المهاجرين.
تتنوع العديد من الدول القومية في أفريقيا وآسيا والأمريكتين ثقافياً، وهي «متعددة الثقافات» بالمعنى الوصفي.تعتبر الشيوعية قضية سياسية كبرى في بعض الدول. كما اعتمدت هذه الدول سياسات متشابه مع سياسات التعدد الثقافي في العالم الغربي، ولكن الخلفية التاريخية لهم مختلفة، بحيث قد يكون الهدف هو بناء أمة أحادية الثقافية أو أحادية الأعراق، على سبيل المثال، محاولة الحكومة الماليزية لإنشاء «سباق ماليزيا» بحلول عام 2020.

### أستراليا

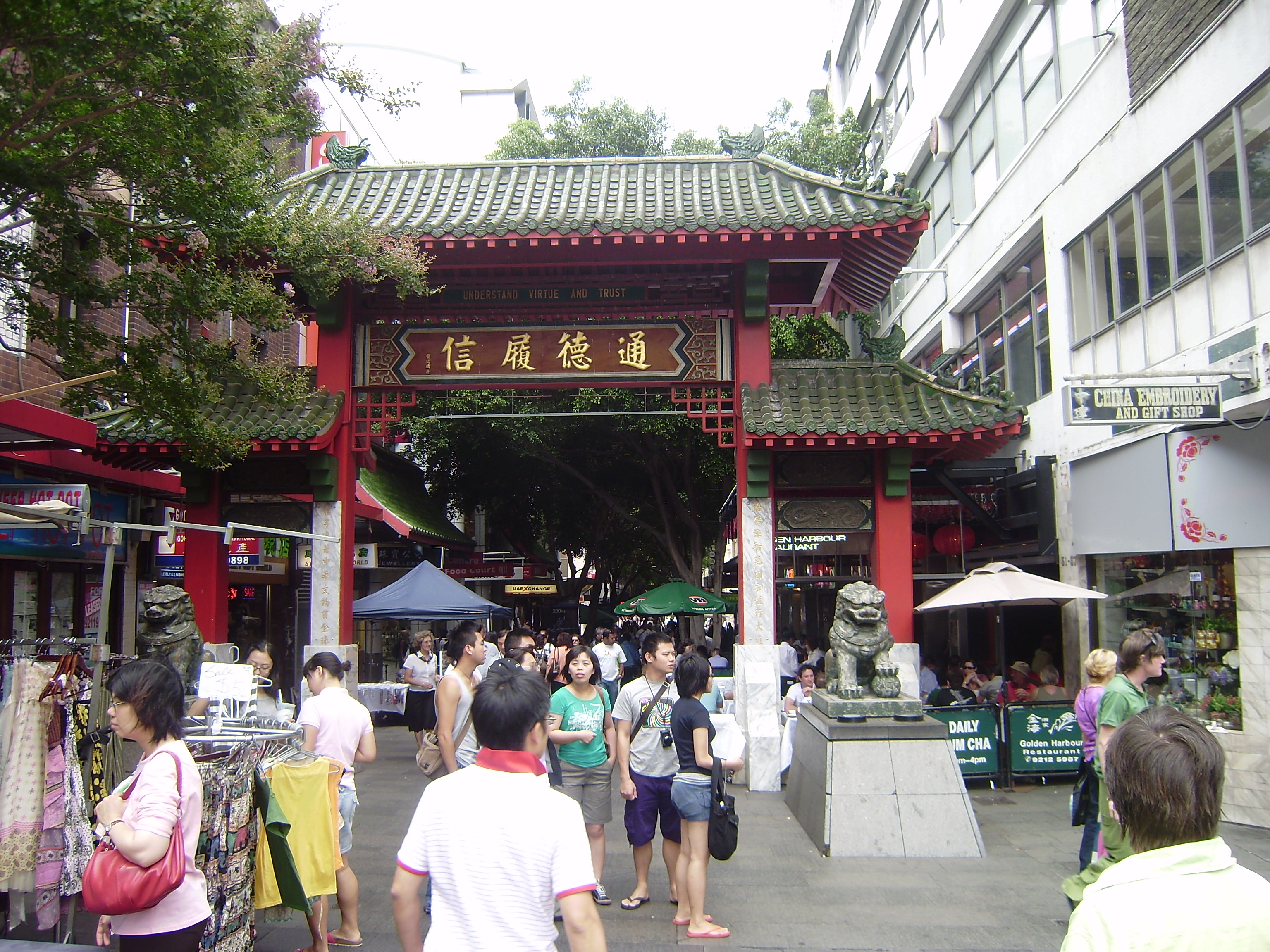
الحي الصيني في سيدني

كانت أستراليا هي الدولة الثانية التي تبنت سياسة رسمية في التعددية الثقافية بعد كندا، بحيث تكون بلد ذات حالات هجرة وسياسات متماثلة، على سبيل المثال، تشكيل هيئة الإذاعة الخاصة، كما حافظت الحكومة الأسترالية على التعددية الثقافية في السياسة، حيث عُرفت أستراليا بهذا الجانب اليوم.
تم إلغاء سياسة أستراليا البيضاء بهدوء بعد الحرب العالمية الثانية وذلك بسبب التغيرات المختلفة التي طرأت على سياسة الهجرة، على الرغم من عدم انتهاج سياسة رسمية للتعددية الثقافية رسميا حتى عام 1972، حيث كانت نقطة التحول الرئيسية للتعددية الثقافية الأسترالية في عام 1996 عندما تم انتخاب جون هاوارد في الأنتخابات الحكومية الائتلافية الليبرالية. وكان هوارد ناقد للتعددية لفترة زمنية طويلة، حيث تم إطلاق سياسته الأستراليه الأولى في أواخر عام1980. وكانت منشورات المكتب الاستشاري المتعدد الثقافات للشرطة الأسترالية هي المرجع العملي للتنوع الديني للشرطة التشغيلية وخدمات الطوارئ التي تهدف إلى تقديم التوجيه لأفراد الشرطة وخدمات الطوارئ لتعرفهم بمدى تأثير الانتماء الديني في تواصلهم مع عامة الناس. فتم إصدار الطبعة الأولى في عام 1999.حيث غطت الطبعة الأولى البوذية والهندوسية والإسلام واليهودية والديانة السيخية بمشاركة ممثلي من مختلف الديانات. كما أضافت الطبعة الثانية المسيحية والأديان الأصلية لسكان جزر مضيق توريس الأسترالي والدين البهائي إلى قائمة الديانات ونُشِرت في عام 2002.
يتسم التواصل بين الناس من ثقافات مختلفة في أستراليا بالتسامح والارتباط، ولكن أدى هذا الاختلاف إلى الصراع والخلافات في بعض الأحيان، جلبت الجاليات المهاجرة الأطعمة وأساليب الحياة والممارسات الثقافية المختلفة إلى أستراليا، والتي تم استيعابها في الثقافة الأسترالية العامة.

### التركيبة السكانية فيالأرجنتينوالهجرة إليها

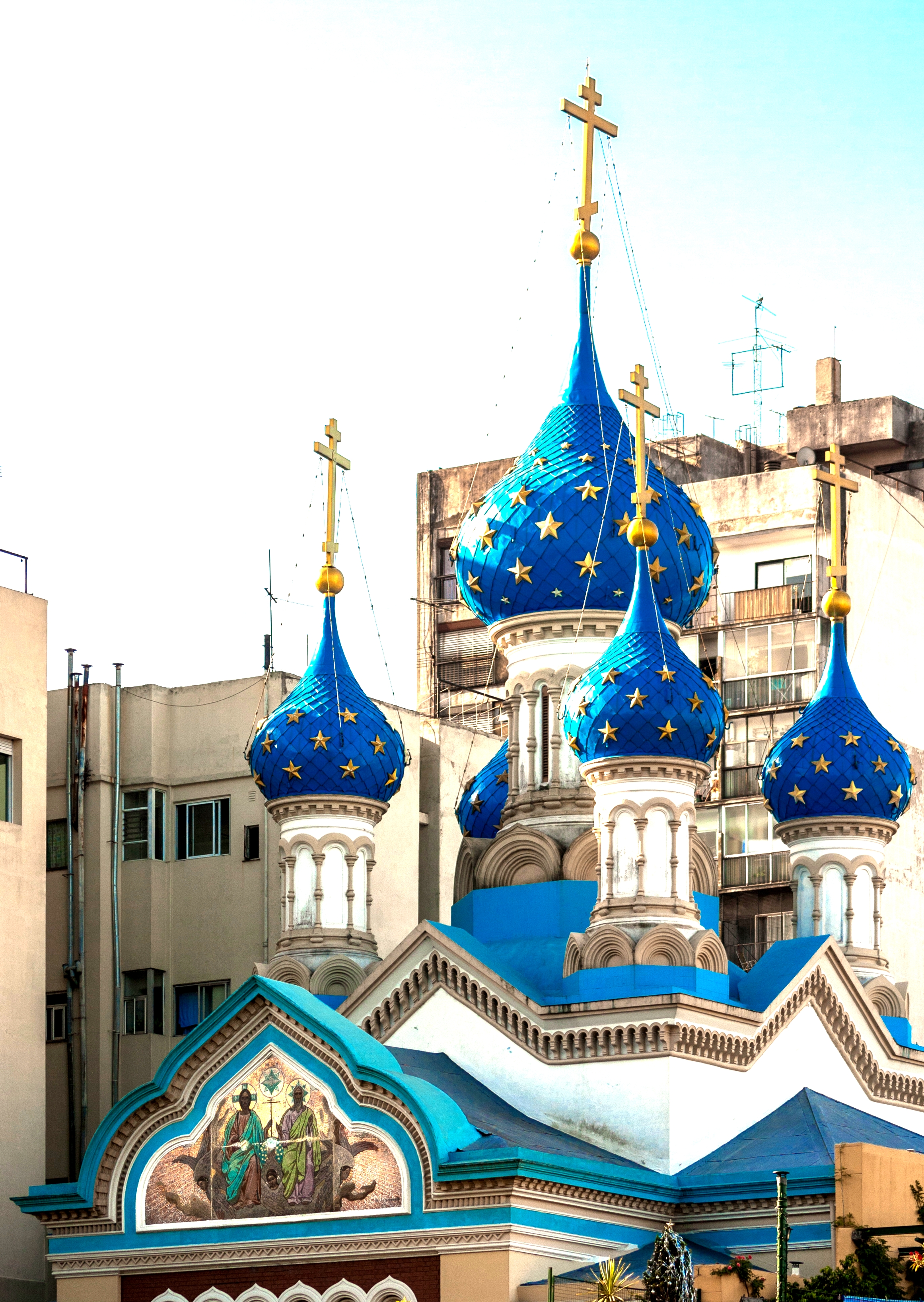
الكاتدرائية الأرثوذكسية الروسية الثالوث الأقدس في بوينس آيرس.

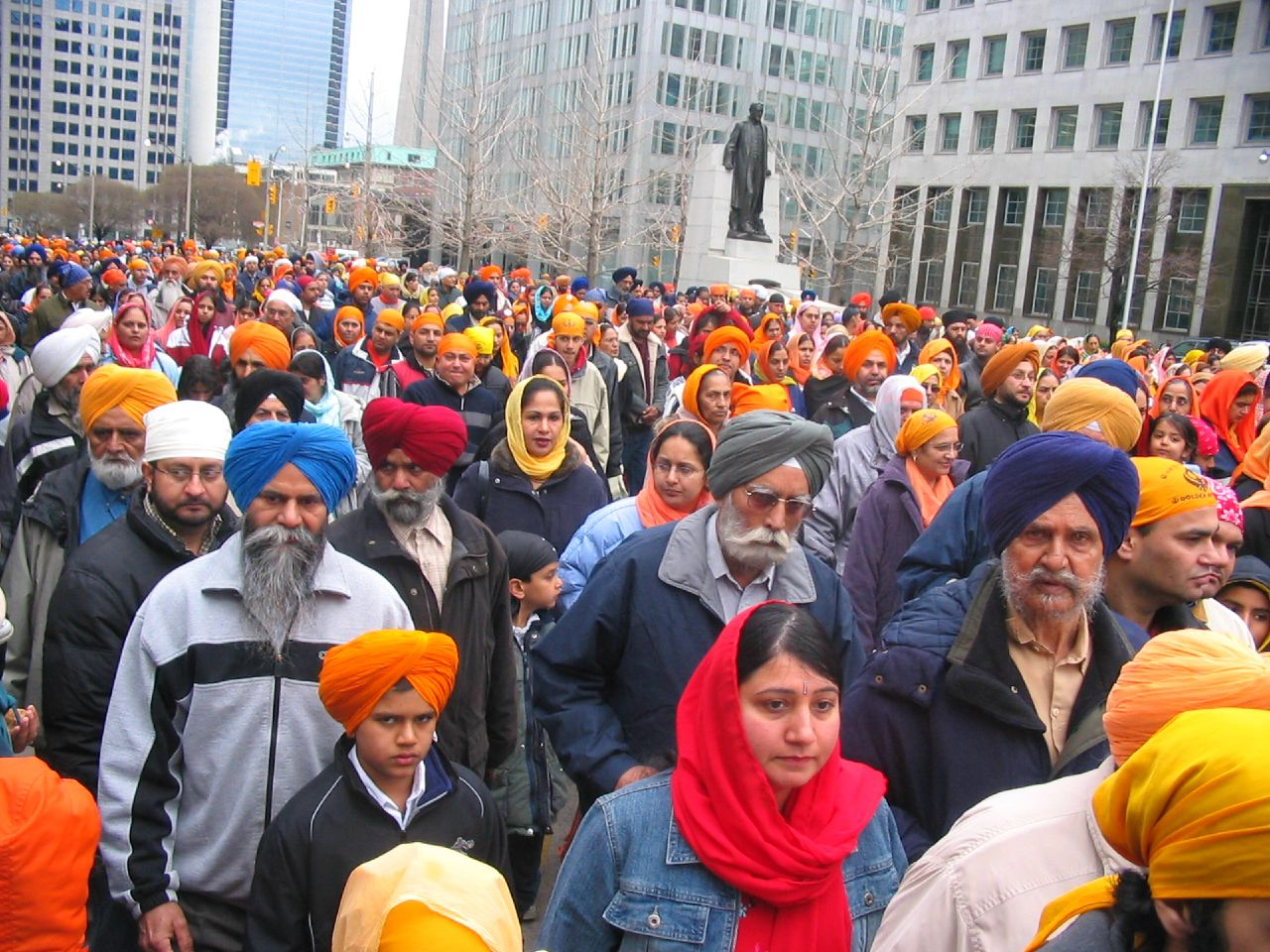
السيخ يحتفلون بالسنه السيخيه في كندا تورنتو

رغم أن التعددية الثقافية لاتُسمى كما تبدو عليه ديباجة الدستور الأرجنتيني التي تشجع على الهجرة المُعلنة والاعتراف بالأفراد ذوي الجنسية المزدوجة من بلدان أخرى. على الرغم من اعتراف 97٪ من سكان الأرجنتين بأنهم مُنحدرين من أصول أوروبية إلا إن التنوع الثقافي لايزال حتى يومنا هذا على مستوى عالٍ وهذه سمة من سمات ثقافة الأرجنتين، كما تسمح بإقامة المهرجانات والأعياد الأجنبية (مثل عيد القديس باتريك).وتدعم جميع أنواع الفن أو التعبير الثقافي من المجموعات العرقية، وكذلك نشرها من خلال مشاركة الثقافات المتعددة والمهمة في وسائل الإعلام فعلى سبيل المثال أن تجد صُحف أوبرامج إذاعية باللغة الإنجليزية أوالألمانية أو الإيطالية أو الفرنسية في الأرجنتين هو أمر شائع.

### في كندا
يوصف المجتمع الكندي كثيراً بأنه مجتمع «متقدم جدا ومتنوع ومتعددة الثقافات» حيث أُعتمدت التعددية الثقافية (في المجتمع فقط) كسياسة رسمية للحكومة الكندية خلال الفترة الرئاسية لرئيس الوزراء بيير إليوت ترودو في عام1970و 1980. حيث تنعكس التعددية الثقافية في القانون من خلال قانون التعددية الثقافية الكندية في المادة 27 من الميثاق الكندي للحقوق والحريات، فيجب على قانون البث الكندي أن يعكس التنوع الثقافي في البلاد وهذا ما يؤكده قانون البث لعام 1991 .تبحث التعددية الثقافية الكندية على إعجاب خارج نطاق البلاد، مما أدى إلى رفض الجمهور الكندي لمعظم النقاد.كما يُستشهد كثيراً للتعددية الثقافية في كندا بأنها واحدة من أهم الإنجازات في كندا وتعتبر كذلك عنصراً مميزاً وأساسياً من الهوية الكندية.
وصف كريم الحسيني الآغا خان الرابع للمسلمين الإسماعيليون كندا بأنها «المجتمع التعددي الأكثر نجاحا على وجه الكرة الأرضية»، مشيرا إلى أنها تعتبر «نموذج للعالم» وذلك في مقابلة عام 2002 مع غلوب اند ميل.كما أوضح أن تجربة الحكم الكندي والتزامها بالتعددية ودعمها لتنوع الثقافات الغنية وشعوبها هو الشيء المفيد الذي يجب أن تشترك فيه جميع المجتمعات في العالم.

### أوروبا
يواجه الاتحاد الأوروبي تغييرات ديموغرافية غير مسبوقة (شيخوخة السكان وانخفاض معدلات المواليد وتغيير البنية الأسرية والهجرة)، ووفقا للمفوضية الأوروبية فإن مراجعة السياسات القائمة والتكيف معها أمر ضروري في كل من الاتحاد الأوروبي والمستوى الوطني، كما حددت ورقة 2006 في سياسة الاتحاد الأوروبي خمس استجابات رئيسية للسياسات لإدارة التغيير الديموغرافي، من بينها استقبال المهاجرين ودمجهم في أوروبا وذلك بعد مناقشة عامة.
كانت أوروبا في التاريخ مزيجاً دائماً من اللاتينية والسلافية والجرمانية والأورالية والسلتيك الإسكتلندي واليونانية والإيليرية والتراقي وثقافات أخرى متأثرة باستيراد العبريه والمسيحية والإسلام وغيرها من النظم العقائدية. على الرغم من المفترض أن تكون القارة موحده من قبل الموقف الهائل للإمبراطورية الرومانية المسيحية، ومن المتفق عليه أن الاختلافات الجغرافية والثقافية استمرت من العصور القديمة إلى العصر الحديث.
غيرت الأيديولوجية القومية في القرن التاسع عشر طريقة تفكير الأوروبيين عن الدولة. حيث تم تمزيق الدول الموجودة وإنشاء دول أخرى جديدة.و تم تأسيس دول قومية جديدة على مبدأ أن لكل دولة الحق في السيادة والإنتاج كما لها الحق في حماية ثقافتها الفريدة وتاريخها والحفاظ عليهم. ويُنظرللوحدة في ظل هذه العقيدة على أنها سمة أساسية من سمات الأمة والدولة القومية كما تعتبر بانها الوحدة في الأصل ، والوحدة الثقافية، والوحدة اللغوية واحياناً الوحدة الدينية. بحيث تشكل الدولة القوميةمجتمع متجانس ثقافيا، على الرغم من بعض النشاطات الوطنية للاختلافات الإقليمية المعترف بها.
شجعت الدولة الوحدة الثقافية وفرضتها لأنها كانت غير كافية.كما وضعت الدول القومية في القرن التاسع عشر مجموعة من السياسات والتي من أهمها التعليم الابتدائي الإلزامي باللغة الوطنية. قامت الأكاديمية اللغوية بتوحيد اللغة نفسها ، كما تم تجاهل اللغات الإقليمية أو قمعها.وواصلت بعض الدول القومية السياسات العنيفة في الإستيعاب الثقافي وحتى التطهير العرقي.
كما وضعت بعض بلدان الاتحاد الأوروبي سياسات «للتماسك الاجتماعي» و «التكامل» و«الإستيعاب». وتشمل السياسات على مايلي: المقررات الإجبارية أو اختبارات في التاريخ الوطني، فيما يتعلق بالدستور والنظام القانوني (على سبيل المثال، يسمى الاختبار الحاسوبي للأفراد الباحثين عن الجنسية في المملكة المتحدة باختبار الحياة في المملكة المتحدة) ومقدمة في التاريخ الوطني الرسمي ، (على سبيل المثال، الشريعة الوطنية المعروفة في هولندا عن طريق المفوض فان استروم والترويج عن ذلك التاريخ (مثال على ذلك إعانة الأبطال الوطنيين)
حيث تُصمم الاختبارات للحصول على قيم «غير مقبولة»، فايُسأل من المهاجرين في بادن فورتمبيرغ عن ماذا سيفعلون إذا قال ابنهما لهم انه مثلي الجنس (فالجواب المطلوب هنا هو أنهم سيقبلون به)
كماوضعت دول أخرى السياسات التي تشجع الانفصال الثقافي. كان مفهوم «الاستثناء الثقافي» الذي اقترحته فرنسا في الاتفاق العام بشأن .(GATT) التجارة والتعريفات الجمركية والمفاوضات في عام 1993 مثالا على إجراء يهدف إلى حماية الثقافات المحلية.

### في ألمانيا

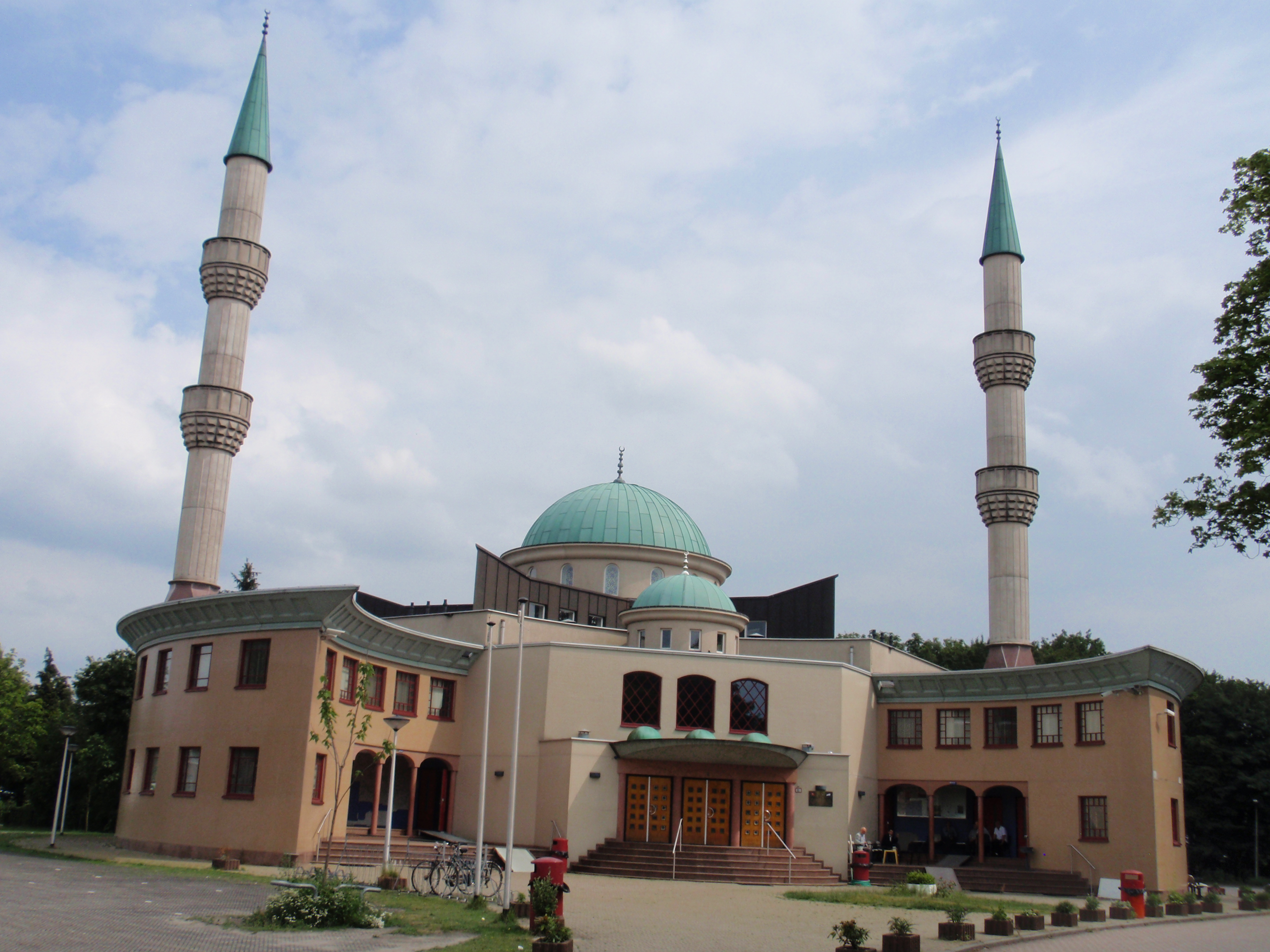
جامع السليمانية في تيلبورغ بني في عام 2001

قالت أنجيلا ميركل في لقاء الأعضاء الشباب في أكتوبرعام 2010، في حزبها الاتحاد الديمقراطي المسيحي المحافظ (الحزب الديمقراطي المسيحي) في بوتسدام قرب برلين، الذي يحاول بناء مجتمع متعدد الثقافات في ألمانيا قد «فشل تماما» وذلك ابتداء من: «إن مفهوم التعايش جنبا إلى جنب ونحن سعداء بهذا التعايش لا يعمل» وتابعت القول بأنه يجب دمج وتكييف المهاجرين مع الثقافة والقيم في ألمانيا. وقد أضاف هذا القول على الجدل المتنامي داخل ألمانيا عن مستويات الهجرة، وأثرها على ألمانيا ودرجة اندماج المهاجرين المسلمين في المجتمع الألماني. والجماعة الأحمدية المسلمة من ألمانيا هي الجماعة الإسلامية الأولى التي مُنحت «شركة تحت وضع القانون العام»، ووضع المجتمع على قدم المساواة مع الكنائس المسيحية الكبرى والجاليات اليهودية في ألمانيا.

### في هولندا
بدأت التعددية الثقافية في هولندا مع زيادات كبيرة في الهجرة في منتصف الخمسينيات والستينيات. ونتيجة لذلك، تم اعتماد سياسة وطنية رسمية من التعددية الثقافية في بداية الثمانينات، اُعطت هذه السياسة بعد ذلك المزيد من سياسات الإستيعاب وذلك في التسعينات. بعد قتل بيم فورتين (في عام 2002) وثيو فان جوخ (في عام 2004) كان هناك زيادة في النقاش السياسي حول دور التعددية الثقافية في هولندا. في أعقاب قتل بيم فورتين (في عام 2002) وثيو فان جوخ (في عام 2004) كان هناك زيادة النقاش السياسي حول دور التعددية الثقافية في هولندا.
وأدلى الحاخام الأكبر للعبرية عن أن التجمعات الكومنولث صنعت التمييز بين التسامح والتعددية الثقافية، مشيرا إلى أن بلد هولندا، متسامح، بدلا من أنه مجتمع متعدد الثقافات. " حيث قال مجلس الوزراء الأول ان هولندا تبتعد عن التعددية الثقافية: "الثقافة الهولندية وقيمها وأعرافها يجب أن تكون مهيمنة"وذلك حسب ماقاله الوزير دونر يونيو عام 2011.

## وصلات خارجية
- إعلان اليونيسكو العالمي بشأن التنوع الثقافي
- التنوع الثقافي في العالم الإسلامي